# グラル人

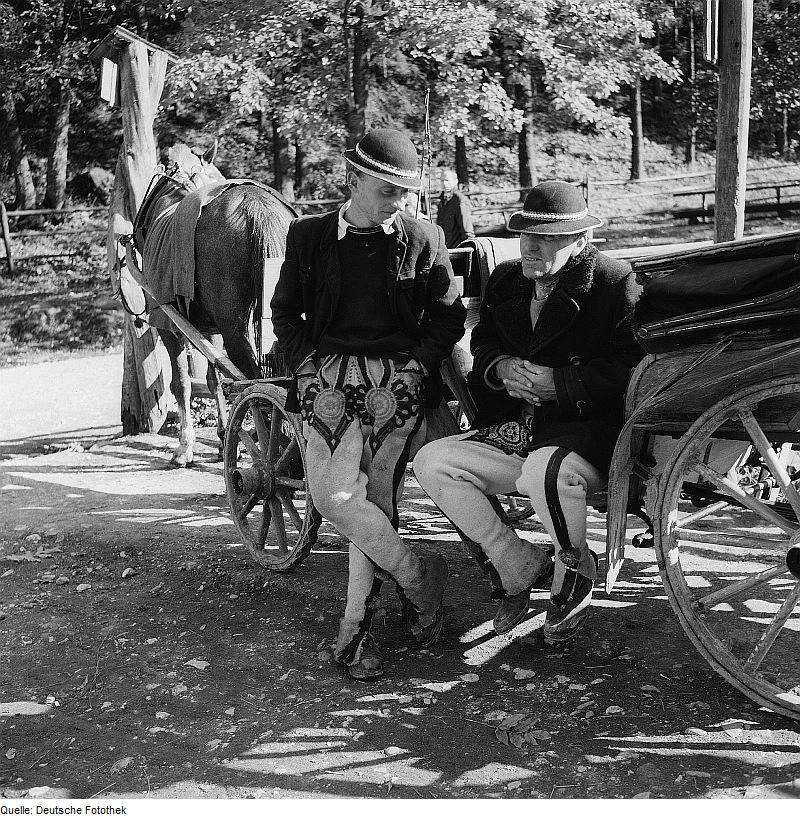
ザコパネのグラル人（1967-68年頃）

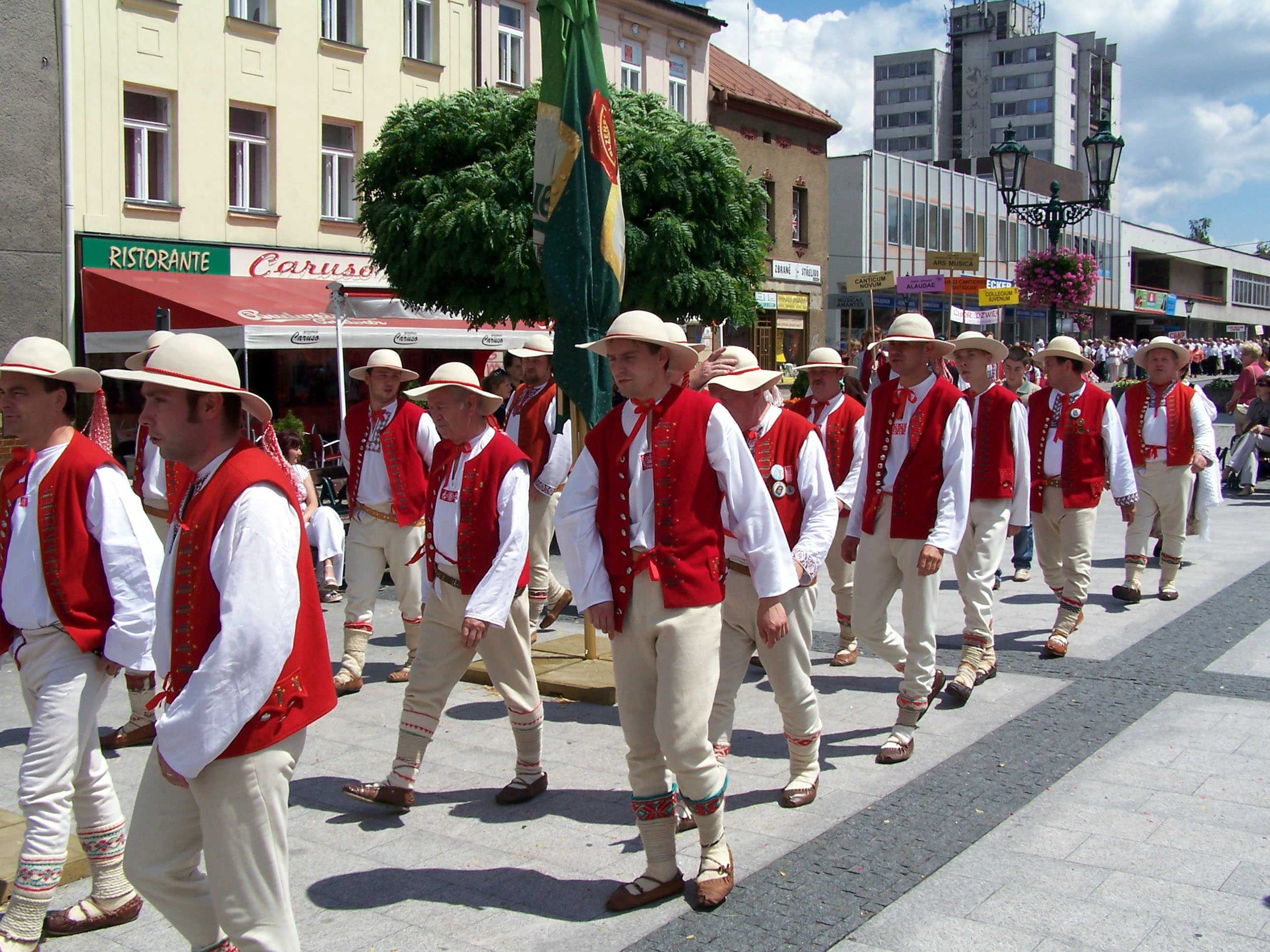
チェコの街カルヴィナーで行われた祭りのパレードで歌うヤブルンコフ村からきたゴロル人（グラル人）の男声合唱団（2007年）

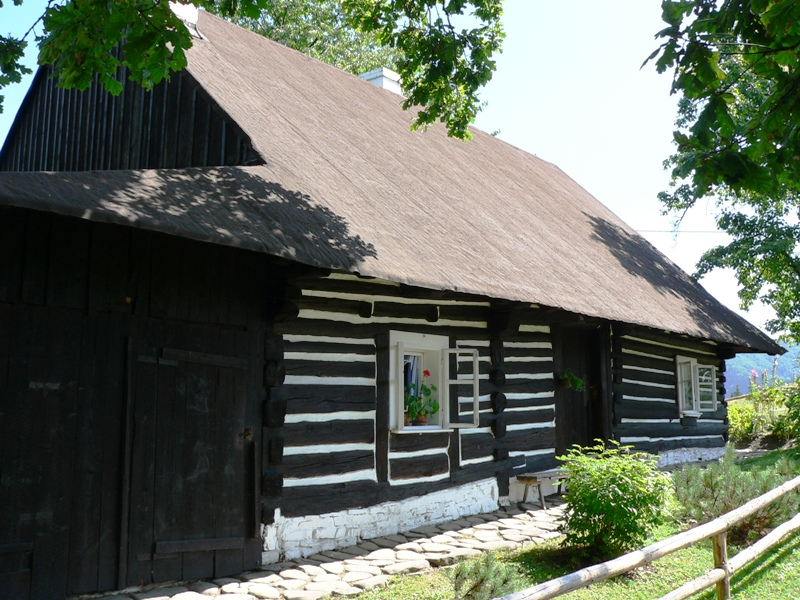
ポーランドのシレジア・ベスキド地方（Silesian Beskids）に見られるグラル人伝統の木造家屋「ドゥシェヴュンカ（drzewiónka）」

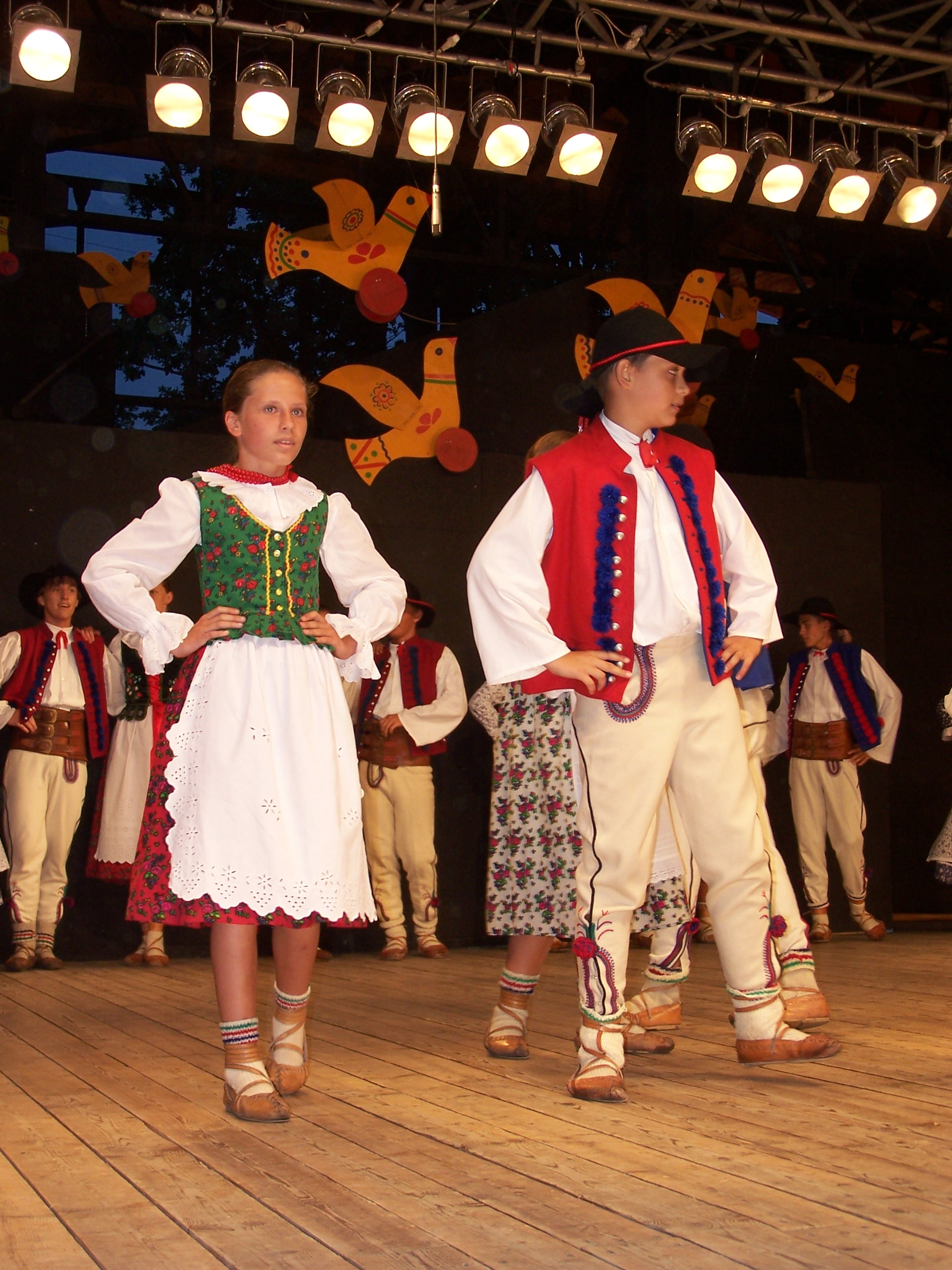
ポーランド、ジヴィエツ地方文化祭の第43週での催しで伝統舞踊を披露するグラル人の若者たち

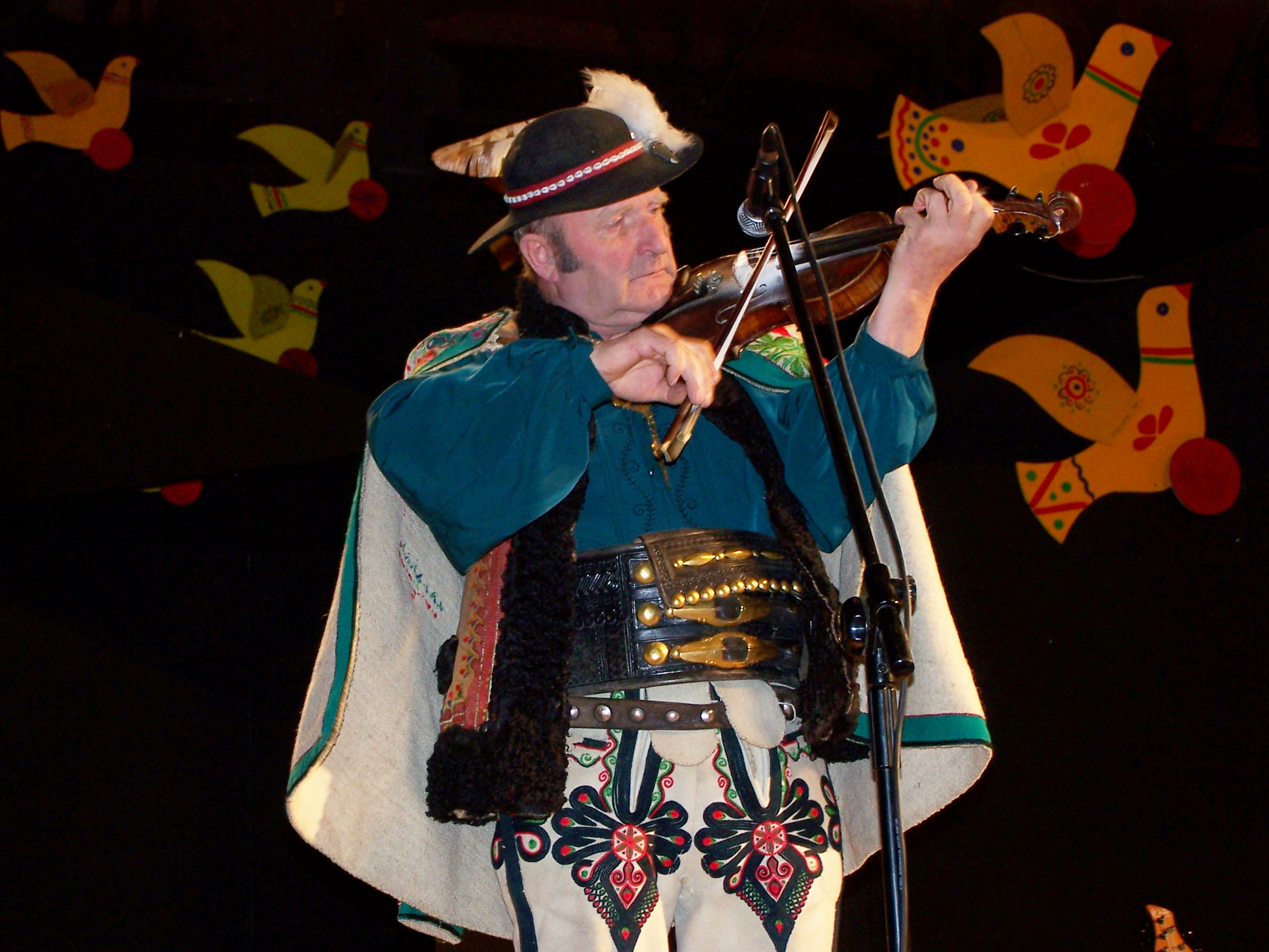
ポトハレ地方のグラル人で、ザコパネのフォークバンド「Trebunie-Tutki」のメンバー

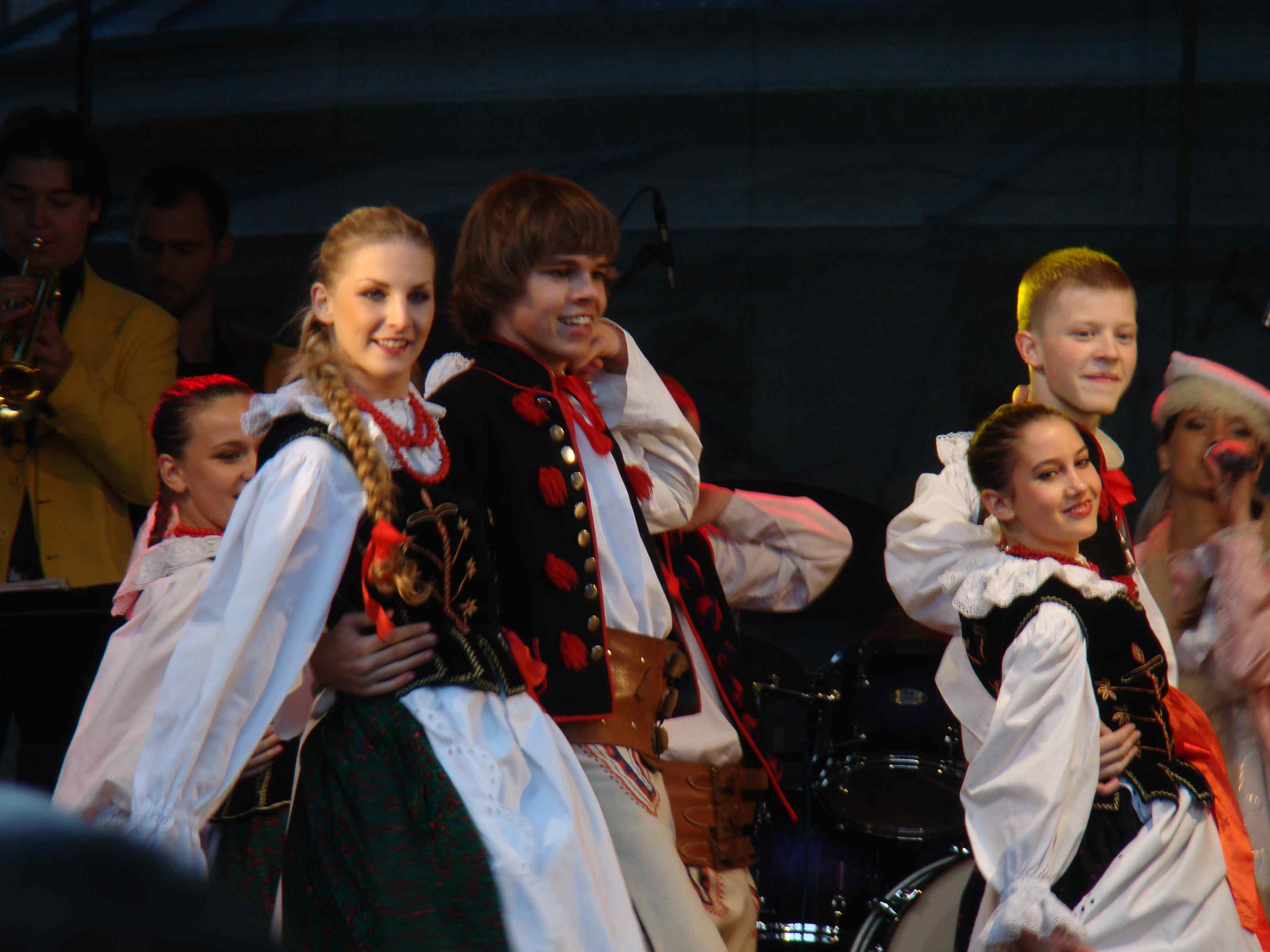
ジヴィエツ地方のグラル人（2008年）

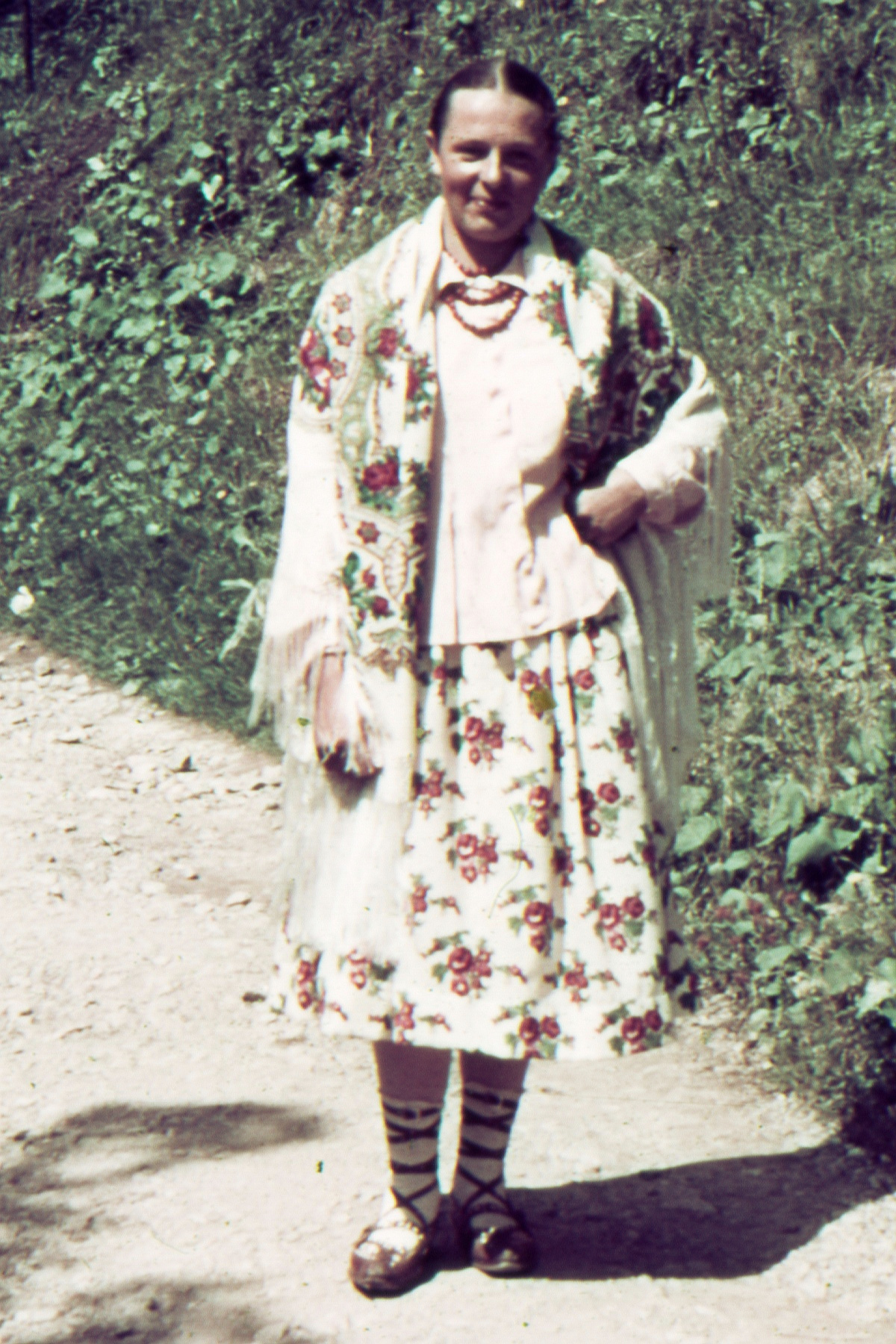
ザコパネのグラル人（1938年）

グラル人（グラルじん、ポーランド語: Górale、スロバキア語: Gorali、チェコ語: Gorole、ルーマニア語: Gorali、ウクライナ語: Гуралі、英語: Gorals、意味は「高地の人々」）はポーランド南部、スロバキア北部、チェコ北東部といった地域に住んでいる原住民。現在はウクライナ領となっているブコヴィナ地方と、ルーマニア北部にも見られる。海外ではアメリカのシカゴに多く住んでおり、北米ポーランド高地人同盟を形成している。

## 地域的分布
ポーランドではタトラ山脈のポトハレ地方とベスキディ山脈の一帯に広く住んでいる。
現在のスロバキアではグラル人は北スピシュ地方（34村からなり、全体としてさらに2つの下位集団に分かれている）、オラヴァ地方の1村、キスツェ地方の1村、スロバキア北部一帯のそれぞれ孤立した7村、と、大きく4つの集団に分かれている。

## 起源と言語
詳しくはポトハレ方言を参照。
グラル人は、フトスル人、レムコ人、ボイコ人といった他のスラヴ高地人集団と類似性がある。グラル人の使う方言はポーランドの古い地方に住んでいた東部レフ人諸部族の使っていたスラヴ祖語を元としてスロバキア語の要素が加わったものである。つまり彼らの言語は古い時代のポーランド語を元としているが、過去の数世紀にスロバキア語の影響を受けた。グラル人の方言にはポーランド語に加えて、スロバキア語、ヴラフ語など、他の言語を起源とする語彙も見られ、なかには遠くカルパチア山脈のほうの諸言語と同源と思われる起源不明の単語もいくつかある。たとえば「山」や「丘」を意味する「magura」や、「暖炉」を意味する「vatra」といったグラル方言の単語は古代のイリュリア人やダキア人の言語を起源としている可能性があるが、こういった古代民族の言葉については、現代ではほとんどわからなくなっている。発音は「マズーリア化」する（mazurzenie）。これは摩擦音や破擦音が歯茎音へ変化する、南部ポーランドのグラル人居住地域から地理的に離れているポーランド北東部のマズーリア地方の方言に特に頻繁に見られる現象。

## 帰属意識
こんにちのグラル人にとって集団としての帰属意識は、民族でなく、住んでいる国の領土が決め手となっている。たとえば、長い間ポーランドという国家に帰属していた地域の住民は自分たちをポーランド人であると考え、スロバキアの住民は自分たちをスロバキア人だと考えている。また、両国の国境のすぐそばに住んでいるグラル人はポーランド人でありスロバキア人であるといった曖昧な帰属意識を持っている。ここの人々はシェンゲン協定のおかげで自由気ままに両国を行き来している。グラル人の使う方言はポーランド語を基盤とするものではあるが、スロバキアやチェコのグラル人の方言はだんだんとスロバキア語やチェコ語のそれぞれの標準語に近づいてきている。
ただしチェコのグラル人は自分たちをポーランド民族でチェコにおけるポーランド系少数民族の一部だと考えている。彼らの地域共同社会の活動がそれを示しており、モラヴィア・スレスコ州の街ヤブルンコフでは、チェコ国内のポーランド系少数民族の親睦団体である「ポーランド人文化教育連合（PZKO）」の主催で毎年開催される「グラル人祭り（Gorolski Święto）」でグラル人文化が披露される。「グラル人祭り」はこの一帯のザオルジェ地方におけるポーランド人の伝統を維持することに寄与する最も大きな民俗文化祭で、期間中は毎日数千人の人々がここを訪れる。とはいえ、このザオルジェ地方の人々は国籍においては自分たちをチェコ人（つまり、チェコ民族ではないがチェコ国民）だとみなしている。この地域に属するフルチャヴァ村はチェコの国土の最東部に位置する自治体であるが、ここの住民の圧倒的大多数はチェコ国籍で、2%だけがポーランド国籍である。
現地のグラル人たちは原住民として、以前はこの地方での多数派を占めていた。今でも彼らは日常生活ではこの地方の独自の方言を話している。
歴史的に見ると、ポーランドとチェコスロバキアの両国でグラル人の民族的帰属については論争があった。19世紀から20世紀にかけて、グラル人も中央ヨーロッパの他の農村の住民と同様、 国民国家の制度の枠内で自分たちの帰属意識を決めるようになった。この時代はポーランドとスロバキアの両方で民族主義的なプロパガンダがさかんに行われたが、両国の国境が画定した1924年になってもグラル人の国籍については解決が見られなかった。オラヴァのヤブウォンカ出身の僧侶フェルディナンド・マハイ、オラヴァのラプチャ出身のピョトル・ボロヴィ、スピシュのレンダク出身のヴォイチェフ・ハルチンは1919年のパリ講和会議に出向きアメリカ大統領ウッドロウ・ウィルソンに直接会って、ザオルジェ地方をポーランドに帰属させる文書に署名するよう働きかけた。第二次世界大戦が終わると、グラル人の一部は自分たちがそれぞれ帰属すべきだと思っている国家の方へ移住して行ったが、現在でもグラル人のなかには隣国の民族意識を持っている人々が存在する。

## 広義のグラル人
「グラル人」は広義にはカルパチア山脈北側一帯の高地の諸部族の民族学的ないし民族的総称で、以下の部族が挙げられる：
- ウクライナとルーマニアのフトスル人
- ポーランド、スロバキア、ウクライナのレムコ人
- ウクライナ、ポーランド、スロバキアのボイコ人
- ポーランドのジヴィエツのグラル人
- ポーランドとチェコにまたがるチェシン地方（ザオルジェ地方）のグラル人
- ポーランドのポトハレ地方のグラル人
- スロバキアとチェコのモラヴィアのヴラフ人（ワラキア人）

## 著名なグラル人
- トマシュ・アダメク – ポーランドのプロボクサーで、現IBF世界クルーザー級王者、元WBC世界ライトヘビー級王者。
- ステファン・バナッハ - 関数解析学の創始者で、バナッハ＝タルスキのパラドックスで知られるポーランドの数学者。
- イェジ・ブゼク - 欧州連合（EU）の立法機関である欧州議会（European Parliament, EP）議長。元ポーランド首相。ザオルジェ地方出身。
- アンジェイ・ジュペック - ミュージシャン、アーティスト、ノルウェーとポーランドの混成ロックバンド「De Press」と「Holy Toy」のオリジナルメンバー。
- ユライ・ヤノシック - 歴史上のアウトローで、スロバキアの国民的ヒーロー。
- セバスチャン・カルピェル＝ブウェツカ - グラル人のフォークバンド「ザーコパワー」のリードヴォーカル。
- アンジェイ・クビツァ - Jリーグに所属したことのある元サッカー選手。大分トリニータと浦和レッドダイヤモンズで活躍。2007年に現役引退。上シレジア地方の街ベンジン出身。
- ロバート・クビサ - フォーミュラーワン選手。クビサ（Kubica、本来は「クビーツァ」と発音）姓はグラル人に多い。グラル人の間では「クビチャ」と訛って発音することも。本人はクラクフ生まれ。
- アダム・マリシュ - ポーランドのノルディックスキー・ジャンプ選手。
- ヴワディスワフ・オルカン - 「若きポーランド（ポーランド語版、英語版）」時代のポーランドの作家で、ポトハレ地方出身。
- ヤン・カンティ・パヴルシキェヴィチ - ポーランドの作曲家。
- ユゼフ・ティシュナー - ポーランド語の標準語とグラル方言で教科書を著している僧侶・哲学者で、独立自主管理労働組合「連帯」の最初のチャプレン（団体つき司祭）。